# IEC 60320
|  | Per a altres significats, vegeu «Connector IEC». |

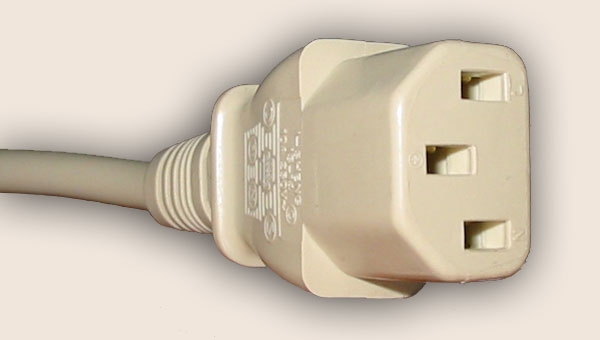
Connector IEC 60320 tipus C13

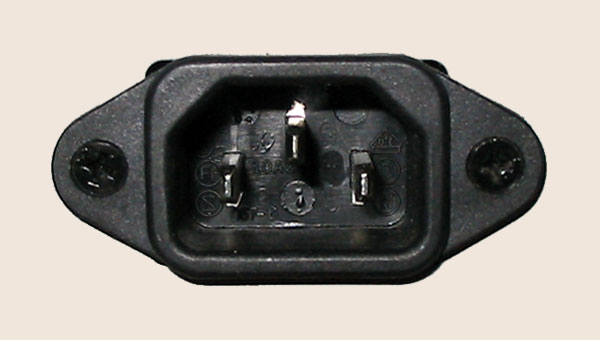
Connector IEC 60320 tipus C14

La norma IEC 60320 referida a acobladors d'aparells per a usos domèstics i generals és un conjunt d'estàndards de la Comissió Electrotècnica Internacional (IEC) que especifiquen connectors sense bloqueig per connectar cables d'alimentació a aparells elèctrics de tensió no superior a 250 V (ac) i corrent nominal no superior a 16 A. S'especifiquen diferents tipus de connectors (distingits en la forma i mida) per a diferents combinacions de requisits de corrent, temperatura i connexió a terra. A diferència dels connectors IEC 60309, no estan codificats per tensió; Els usuaris han d'assegurar-se que la tensió nominal de l'equip és compatible amb la xarxa elèctrica. L'estàndard utilitza el terme acoblador per englobar els connectors dels cables d'alimentació i les entrades i sortides d'alimentació integrades als aparells.
Quan es fa servir sense altres qualificadors, "connector IEC" en general es refereix específicament als connectors C13 i C14. La primera edició de l' IEC 320 (més tard renumerada IEC 60320) es va publicar el 1970.

## Tipus

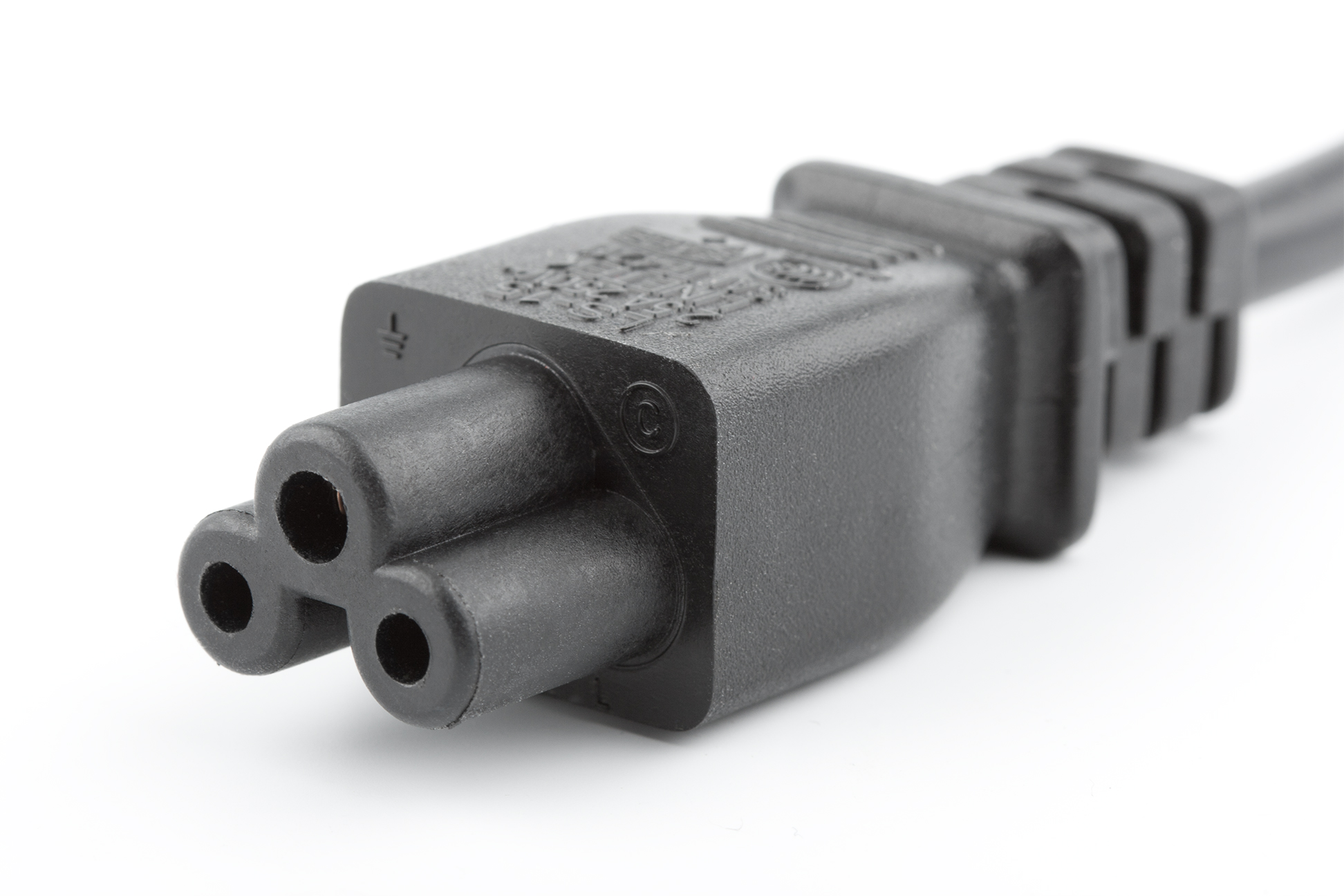
Connector IEC 60320 tipus C5

Hi ha tretze tipus de connectors d'alimentació elèctrica (anomenats connector  en les especificacions) i tretze bases d'endolls (denominats entrada ) definits per l'especificació  IEC 60320  (anteriorment  IEC 320 )
Alguns tipus existeixen tant com connectors de cable i com a connectors de panell per al seu ús com prolongadors, però són els menys comuns. Inclouen connectors de dos i tres conductors amb diferents rangs de capacitats i temperatures de funcionament, tots dissenyats amb el propòsit de connectar una xarxa elèctrica domèstica a un ordinador amb un cable d'alimentació elèctrica. Permeten canviar els cables d'alimentació amb gran facilitat per als fabricants d'equips, que poden vendre'ls arreu del món sempre que el seu equip pugui operar en una xarxa elèctrica tant de 120/240 Volts, 50/60 Hz
Els connectors se solen designar per parelles. En cada cas, l'entrada (contacte cilíndric o «mascle») és designada pel nombre parell mentre que el connector (contacte tubular o «femella») es designa pel senar. Així un cable amb connector C1 es fixa en una presa de xassís C2 i un C15A en un C16A. La majoria són polaritzades (encara que, per descomptat, ser una norma en tot el món que sovint estar connectats a les preses de corrent no polaritzades), les excepcions són C1, alguns C7 i tots els C9. Tots els límits de voltatge són 250 Volts AC. Totes les temperatures màximes són de 70 °C, llevat que s'indiqui el contrari.

## Classes d'aïllament elèctric
A més de tenir presa de terra o no, aquests connectors es diferencien d'acord amb la seva classe d'aïllament elèctric IEC:
- Classe 0 : no tenen presa de terra i presenten un únic nivell d'aïllament.
- Classe I : tenen els xassís connectats a la presa de terra.
- Classe II : equips amb doble aïllament elèctric que no necessiten una connexió de seguretat a una presa de terra.
- Classe III : dissenyats per ser alimentats des d'una font d'alimentació SELVA (Separated or Safety Extra-Low Voltage, separada o segura d'extra baix voltatge).

## Connectors C1 i C2
| No polaritzat de dues clavilles, amb un màxim de 0,2 amperes. Aquest cable s'utilitza molt sovint en maquinetes d'afaitar elèctriques. | Cable amb connector C1 (connector) Connector de xassís C2 (entrada) |
| Cable amb connector C1 | Connector de xassís C2                                              |
| Cable amb connector C1 (connector) | Connector de xassís C2 (entrada)                                    |

## Connectors C3 i C4
| El connector C3 de dues clavilles i un màxim de 2,5 Amperes, es fa servir en algunes fonts d'alimentació dels ordinadors portàtils i projectors portàtils. | Connector C3 (connector) |
| C3 |                          |
| Connector C3 (connector) |                          |

## Connectors C5 i C6
| El connector C5 de 3 clavilles i 2,5 Amperes és anomenat coloquialmente "Mickey Mouse" (perquè la secció transversal s'assembla a la silueta del personatge de Disney) o "Clover Leaf". Aquest connector es fa servir en algunes fonts d'alimentació dels ordinadors portàtils, projectors portàtils i, en particular, al Apple iMac G4. | Cable amb connector C5 (connector) Connector de xassís C6 (entrada) |
| Cable amb connector C5 | Connector de xassís C6                                              |
| Cable amb connector C5 (connector) | Connector de xassís C6 (entrada)                                    |
| C5 | C6                                                                  |

## Connectors C7 i C8
| Connectors C7 i C8, amb dos clavilles de 2,5 Amperes, n'hi ha en versions polaritzades i no polaritzades. El connector C7 no polaritzat (conegut comunament com "Figura 8") es fa servir sovint en magnetòfons de casset i ràdios alimentats per xarxa/bateries. El connector C8 polaritzat és asimètric, amb un extrem arrodonit de manera similar a la versió no polaritzada, i l'altra quadrada. S'utilitza en equips d'AV de mida completa i fonts d'alimentació de portàtils, videoconsoles, i equips similars. Cables C7 no polaritzats poden utilitzar-se amb equips amb connector C8 polaritzat. | C7 · Cable C7 · C8 |
| C7 | Cable C7           |
| C8 | Cable C7           |

## Connectors C9 i C10
| Connector rectangular amb dues clavilles rectangulars de 6 Amperes. Idèntic als C11/C12 en forma excepte l¡absència de l'osca rectangular a la zona superior central | Cable amb connector C9 (connector) Connector de xassís C10 (entrada) |
| Cable amb connector C9 |                                                                      |
| Cable amb connector C9 (connector) | Connector de xassís C10 (entrada)                                    |
| Connector C9 | C10                                                                  |

## Connectors C11 i C12
| Connector rectangular amb dues clavilles rectangulars de 10 Amperes. Idèntic als C9/C10 en forma excepte per una osca rectangular a la zona superior central | Connector C11 (connector) |
| C11 |                           |
| Connector C11 (connector) |                           |

## Connectors C13 i C14
Connector polaritzat amb tres clavilles rectangulars (2,7 x5, 5 mm) de 10 Amperes. 22,78 mm d'ample a la base, 15,6 mm d'alt, a l'altura del centre del connector superior presenta un bisell (formen un angle de 90 graus) i deixen un altiplà superior de 10,9 mm d'ample.
La majoria d'ordinadors personals utilitzen una entrada C14 muntada en superfície per connectar el cable d'alimentació elèctrica (típicament un cable amb C13 i Schuko o NEMA 5-15p) a la font d'alimentació, igual que molts monitors, impressores i altres perifèrics. La majoria de fonts d'equips clònics presenten una sortida C13 per alimentar el monitor, encara que aquesta pràctica es va abandonant en els equips de marca o amb fonts de gamma alta, ja que diversos monitors TFT presenten la font separada de monitor o van a usar-se amb altres equips o fins (per ex., els moderns televisors). En els equips amb format AT aquest connector està controlat per l'interruptor físic d'encès/apagat. Amb l'arribada d'ATX el connector usualment està alimentat de forma permanent si està present en el xassís.
Un cable de tres conductors amb l'endoll adequat per a la localitat en què es fa servir l'aparell en un extrem i un connector C13 en l'altre extrem es diu comunament  cable IEC . Els cables IEC s'utilitzen per alimentar molts altres equips electrònics a més dels ordinadors, per exemple amplificadors i equips d'àudio professionals.
Cables amb connectors C14 i C13 a cada extrem són fàcils d'aconseguir i ordinàriament no tenen fusible. Tenen una varietat d'usos comuns inclosa la connexió d'alimentació entre els vells PC d'edat i les seves monitors, prolongadors dels cables d'alimentació, la connexió a tires de connexions C13 (d'ús comú en muntatges en rack per estalviar espai i estandardització internacional) i la connexió de l'equip informàtic a la sortida d'un SAI (els SAIs grans tenen també connectors C19).

## Connectors C15 i C16
| Connector polaritzat amb tres clavilles de 10 Amperes. Existeixen dues variants, la C15 amb una temperatura màxima de 120 °C i la C15A amb una temperatura màxima de 155 °C. Alguns bullidors elèctrics i petits electrodomèstics que arriben altes temperatures utilitzen un cable amb un connector C15 que es connecta a una entrada C16 a l'equip, la seva temperatura màxima s'estén als 120 graus Celsius en comptes dels 70 graus Celsius de la combinació C13/C14. La designació oficial a Europa per als connectors C15 i C16 és de connectors per a alta temperatura. Són gairebé idèntics en la seva forma a la parella C13 i C14, excepte per una cresta sota la presa de terra de C16 (per impedir connectar un cable C13), i el corresponent vall en el connector C15 (el que no impedeix que es connecti un cable C15 en un connector C14). Per exemple, pot utilitzar un cable de bullidor elèctric per alimentar a un ordinador, però no un cable d'ordinador per alimentar el bullidor. La revisió A, que suporta fins a 155 graus Celsius, trunca el bisell superior dels C13/C15 a la meitat i presenta una cresta central sobre l'presa de terra. Igual que els anteriors, un cable C15A pot usar-se en preses C16 i C14, però els C13/C15 no poden connectar-se físicament en una entrada C16A. Moltes persones no són conscients de les subtils diferències entre les parelles de connectors C13/C14 i C15/C16, i es refereixen a aquests últims com kettle plug i kettle lead (endoll i cable de tetera al Regne Unit) i va jugar plug (endoll de gerra a Austràlia). Al Regne Unit els connectors C15 i C16 han reemplaçat i deixat obsolet l'appliance plug en la majoria d'usos. | Cable amb connector C15 (connector) Connector de xassís C16 (entrada) C15A (connector) C16A (entrada) |
| Cable amb connector C15 | |
| Cable amb connector C15 (connector) | Connector de xassís C16 (entrada)                                                                     |
| C15 | C16                                                                                                   |
| C15A (connector) | C16A (entrada)                                                                                        |
| C15A | C16A                                                                                                  |

## Connectors C17 i C18
| Connector polaritzat amb dos clavilles de 10 Amperes. Similars als C13/C14, però, els C17 i C18 no té una tercera clavilla de connexió a terra. Una entrada C18 pot acceptar un cable C13 però una entrada C14 no accepta un cable C17. La sèrie de màquines d'escriure elèctriques IBM Wheelwriter és un dels seus usos més comuns. Els cables C13 de tres fils s'utilitzen moltes vegades en comptes dels C17 de dos fils per ser molt més fàcils d'aconseguir. En aquests casos, el cable de presa de terra no es connecta. Una altra aplicació comú són les fonts d'alimentació de les videoconsoles Xbox 360, en comptes dels connectors C15/C16 utilitzats inicialment. | Cable amb connector C17 (connector) Connector de xassís C18 (entrada) |
| Cable amb connector C17 | Connector de xassís C18                                               |
| Cable amb connector C17 (connector) | Connector de xassís C18 (entrada)                                     |
| C17 | C18                                                                   |

## Connectors C19 i C20
| Connector polaritzat amb tres clavilles de 16 Amperes. Els connectors C19 i C20 s'utilitzen per algunes aplicacions de sala de servidors on les altes corrents són obligatòries. Per exemple: en servidors d'alt rendiment, SAIs, PDUs i equipament similar de centre de dades. Són similars als connectors C13 i C14, però rectangulars (sense cantonades bisellades) i amb les clavilles una mica més grans, girades de manera que són paral·lels a l'eix longitudinal del connector. | Cable amb connector C19 (connector) Connector de xassís C20 (entrada) |
| Cable amb connector C19 |                                                                       |
| Cable amb connector C19 (connector) | Connector de xassís C20 (entrada)                                     |
| C19 | C20                                                                   |

## Connectors C21 i C22
| Connector polaritzat amb tres clavilles de 16 Amperes. Mateixa disposició de les clavilles que en els C19/C20, però amb la forma bisellada del connector dels C13/C14. Temperatura màxima de 155 °C. | Cable amb connector C21 (connector) Connector de xassís C22 (entrada) |
| C21 | C22                                                                   |
| Cable amb connector C21 (connector) | Connector de xassís C22 (entrada)                                     |

## Connectors C23 i C24
| Connector polaritzat amb dos clavilles de 16 Amperesi la mateixa manera que els C19/C20 excepte per mancar de presa de terra. | Cable amb connector C23 (connector) Connector de xassís C24 (entrada) |
| C23 | C24                                                                   |
| Cable amb connector C23 (connector)                                                                                           | Connector de xassís C24 (entrada)                                     |